# Chassignieu
Chassignieu település Franciaországban, Isère megyében. Lakosainak száma 226 fő (2022. január 1.). Chassignieu Saint-Ondras, Valencogne, Chélieu és Le Passage községekkel határos.

## Népesség
A település népességének változása:
| Lakosok száma | 239  | 190  | 188  | 202  | 208  | 221  | 232  | 225  | 222  | 226  |
|               | 1968 | 1982 | 1990 | 2006 | 2013 | 2015 | 2017 | 2019 | 2020 | 2022 |